# 에이버리 브래들리
에이버리 브래들리(Avery Antonio Bradley Jr., 1990년 11월 26일)는 NBA 보스턴 셀틱스의 선수이고, 포지션은 슈팅 가드이다.

## 고등학교 시절
2009년, 고등학생 브래들리는 매우 촉망받던 유망주였다. ESPNU는 그를 전미고교선수 1위에 올려놓았고, Rivals.com은 그를 4위에, 그리고 Scout.com은 그를 5위로 평가했다.

## 대학 시절
브래들리는 텍사스 대학교 오스틴에 진학했다. 그는 1학년 때 34경기에 모두 출전했으며, 평균 11.6점을 넣었다.

## 프로 경력

### 2010년 NBA 드래프트
2010년 NBA 드래프트에 참가한 그는 전체 19순위로 보스턴 셀틱스에 뽑히고, 루키 계약을 맺는다.

### 보스턴 셀틱스 (2010년~현재)
2011-2012시즌에 주전 레이 앨런의 부상으로 주전 슈팅가드로 28경기를 출전했는데, 드웨인 웨이드와 러셀 웨스트브룩을 블락하는 등 수비에서 탁월한 재능을 보여주었다. 4월 20일 애틀란타 호크스와의 경기에서 자신의 최다 득점인 28점을 올리기도 했다. 하지만 플레이오프 직전에 어깨탈골 부상을 입었고, 셀틱스는 결국 동부 컨퍼런스 파이널에서 마이애미 히트와 7차전까지 가는 접전 끝에 파이널 문턱에서 좌절했다.
2012-2013 시즌 초에도 부상으로 경기를 결장했지만, 2013년 1월 2일 멤피스 그리즐리스전에서 돌아와 주전 슈팅가드로 출전한다.
그는 리그에서도 손꼽히는 온-볼 디펜스 플레이어로 통한다. 1대1에서 그가 마음먹고 뛰면 그를 절대로 뚫지 못하는 선수들이 대부분이며, 이는 그로 하여금 닥 리버스 감독의 신임을 얻게 하였으며, 주전 슈팅가드 레이 앨런이 마이애미 히트로 이적하자, 감독은 그를 바로 주전 슈팅가드 자리에 꿰차 놓았다.

## NBA 기록

### 정규시즌 기록
| 시즌     | 팀     | 경기수 | 선발출장 | 분/경기 | 필드골% | 3점슛% | 자유투% | 리바운드/경기 | 어시스트/경기 | 스틸/경기 | 블록/경기 | 득점/경기 |
| 2010-11  | 셀틱스 | 31     | 0        | 5.2     | .343    | .000   | .500    | .5            | .4            | .3        | .0        | 1.7       |
| 2011-12  | 셀틱스 | 64     | 28       | 21.4    | .498    | .407   | .795    | 1.8           | 1.4           | .7        | .2        | 7.6       |
| 2012-13  | 셀틱스 | 5      | 5        | 22.6    | .391    | .154   | .000    | 1.8           | 1.6           | 1.2       | .4        | 7.6       |
| 통산기록 |        | 100    | 33       | 16.4    | .468    | .333   | .756    | 1.4           | 1.1           | .6        | .1        | 5.7       |

## 참조
1. ↑  “Bradley #1 by ESPNU”. 2009년 2월 9일에 원본 문서에서 보존된 문서. 2013년 1월 13일에 확인함.
2. ↑  “Bradley #4 by Rivals”. 2009년 8월 8일에 원본 문서에서 보존된 문서. 2013년 1월 13일에 확인함.
3. ↑  Bradley signs, has surgery